# Torneio de xadrez de Nova Iorque de 1924
O Torneio de xadrez de Nova Iorque de 1924 foi uma competição xadrez organizada pelo Manhattan Chess Club e realizada no hotel Alamac na cidade de Nova Iorque entre 6 de março e 18 de abril contando com onze jogadores que se enfrentaram no todos-contra-todos. O vencedor foi o ex-campeão mundial Emanuel Lasker, seguido do então campeão José Raúl Capablanca e Alexander Alekhine.

## Tabela de resultados[2][3]
| #  | Jogador              | 1  | 2  | 3  | 4  | 5  | 6  | 7  | 8  | 9  | 10 | 11 | Total |
| -- | -------------------- | -- | -- | -- | -- | -- | -- | -- | -- | -- | -- | -- | ----- |
| 1  | Emanuel Lasker       | xx | ½0 | 1½ | ½1 | 11 | 11 | 11 | ½1 | ½1 | ½1 | 11 | 16    |
| 2  | José Raúl Capablanca | ½1 | xx | ½½ | ½½ | 01 | ½1 | 11 | 11 | 1½ | ½1 | ½1 | 14½   |
| 3  | Alexander Alekhine   | 0½ | ½½ | ** | ½½ | 10 | 1½ | ½½ | ½½ | 11 | ½½ | 11 | 12    |
| 4  | Frank Marshall       | ½0 | ½½ | ½½ | xx | ½1 | 0½ | 01 | ½0 | ½1 | 1½ | 11 | 11    |
| 5  | Richard Réti         | 00 | 10 | 01 | ½0 | xx | ½½ | 01 | 11 | 10 | 10 | 11 | 10½   |
| 6  | Géza Maróczy         | 00 | ½0 | 0½ | 1½ | ½½ | xx | 01 | ½½ | 11 | ½1 | 10 | 10    |
| 7  | Efim Bogoljubow      | 00 | 00 | ½½ | 10 | 10 | 10 | xx | 01 | 11 | ½1 | 01 | 9½    |
| 8  | Savielly Tartakower  | ½0 | 00 | ½½ | ½1 | 00 | ½½ | 10 | xx | 10 | ½0 | ½1 | 8     |
| 9  | Frederick Yates      | ½0 | 0½ | 00 | ½0 | 01 | 00 | 00 | 01 | xx | 11 | ½1 | 7     |
| 10 | Edward Lasker        | ½0 | ½0 | ½½ | 0½ | 01 | ½0 | ½0 | ½1 | 00 | xx | 0½ | 6½    |
| 11 | Dawid Janowski       | 00 | ½0 | 00 | 00 | 00 | 01 | 10 | ½0 | ½0 | 1½ | xx | 5     |